# Nuneaton and Bedworth
Nuneaton and Bedworth è un borough del Warwickshire, Inghilterra, Regno Unito, con sede a Nuneaton.
Nota come distretto di Woodspring prima del 1996, l'autorità fu creata con il Local Government Act 1972, il 1º aprile 1974 dalla fusione del municipal borough di Nuneaton col distretto urbano di Bedworth.

## Località
- Nuneaton
- Bedworth
- Bulkington